# Horní Lhota (Týnec)
Horní Lhota je malá vesnice, část obce Týnec v okrese Klatovy v Plzeňském kraji. Nachází se asi jeden kilometr jihovýchodně od Týnce. Je zde evidováno 22 adres. V roce 2011 zde trvale žilo 23 obyvatel.
Horní Lhota leží v katastrálním území Horní Lhota u Klatov o rozloze 1,92 km².

## Historie
První písemná zmínka o vesnici pochází z roku 1367.

## Obyvatelstvo
| Rok            | 1869 | 1880 | 1890 | 1900 | 1910 | 1921 | 1930 | 1950 | 1961 | 1970 | 1980 | 1991 | 2001 | 2011 | 2021 |
| -------------- | ---- | ---- | ---- | ---- | ---- | ---- | ---- | ---- | ---- | ---- | ---- | ---- | ---- | ---- | ---- |
| Počet obyvatel | 102  | 118  | 110  | 114  | 118  | 146  | 120  | 77   | 67   | 53   | 35   | 24   | 24   | 23   | 39   |
| Počet domů     | 13   | 15   | 16   | 16   | 16   | 16   | 18   | 20   | 18   | 18   | 14   | 14   | 15   | 16   | 18   |

## Obecní správa
Při sčítání lidu v letech 1850–1929 Horní Lhota byla osadou obce Týnec v okrese Klatovy. V letech 1930–1963 byla samostatnou obcí v okrese Klatovy. V letech 1964–1979 byla znovu částí obce Týnec v okrese Klatovy. Od 1. ledna 1980 do 23. listopadu 1990 byla částí města Janovice nad Úhlavou v okrese Klatovy. Od 24. listopadu 1990 je opět částí obce Týnec v okrese Klatovy.

## Pamětihodnosti
- Kaple svatého Jana Nepomuckého

## Galerie

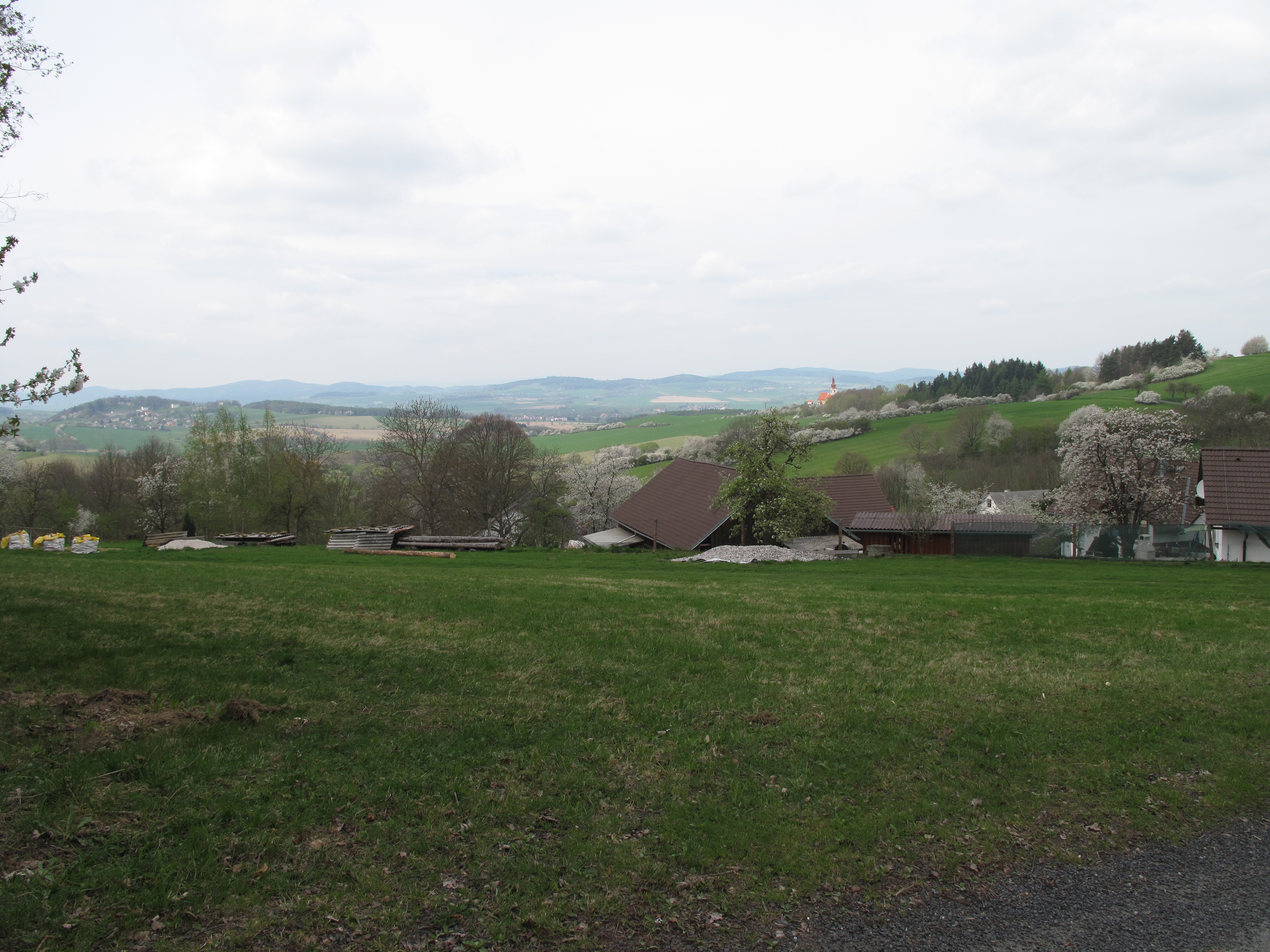
Pohled na obec shora
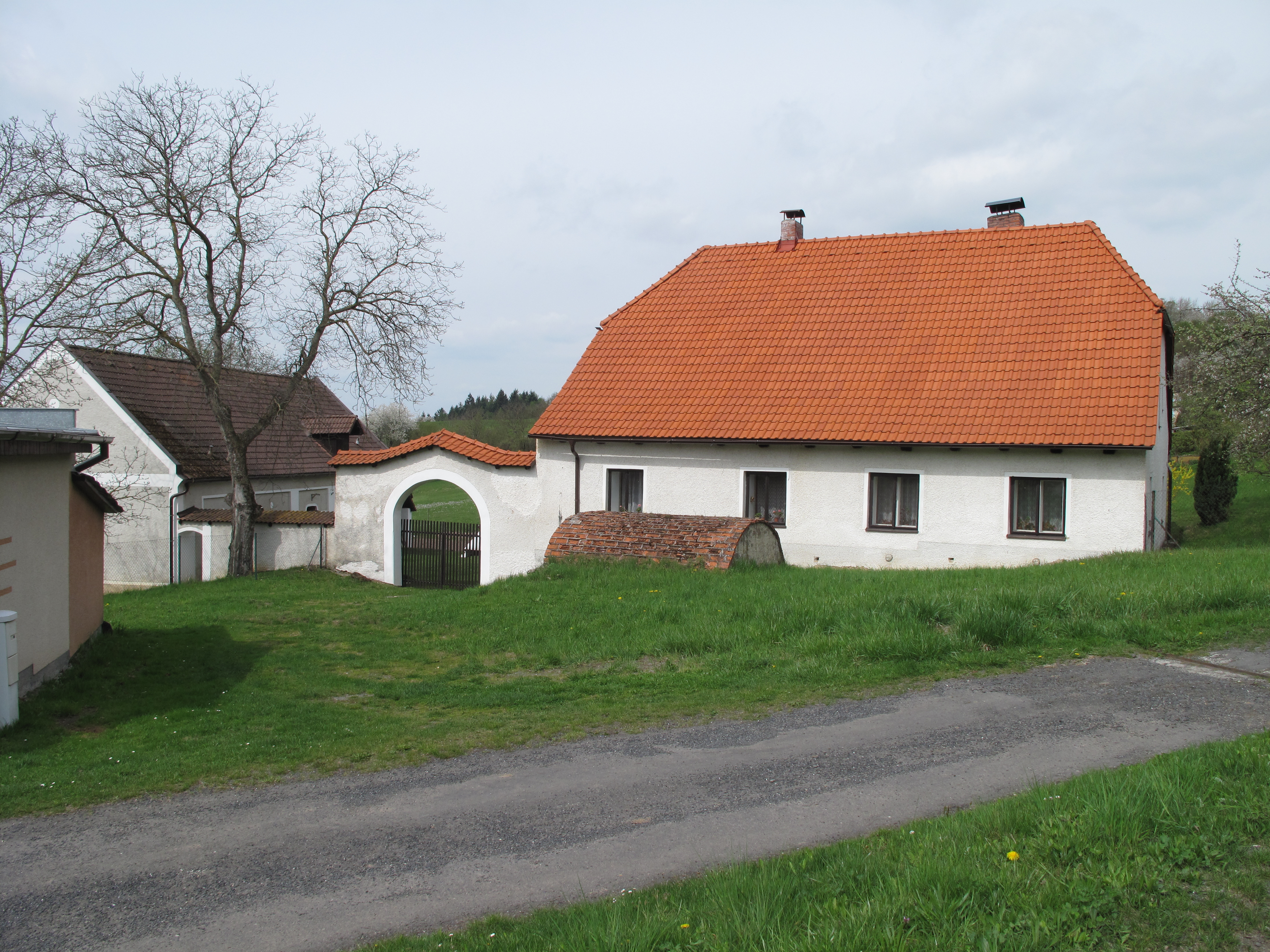
Místní statek
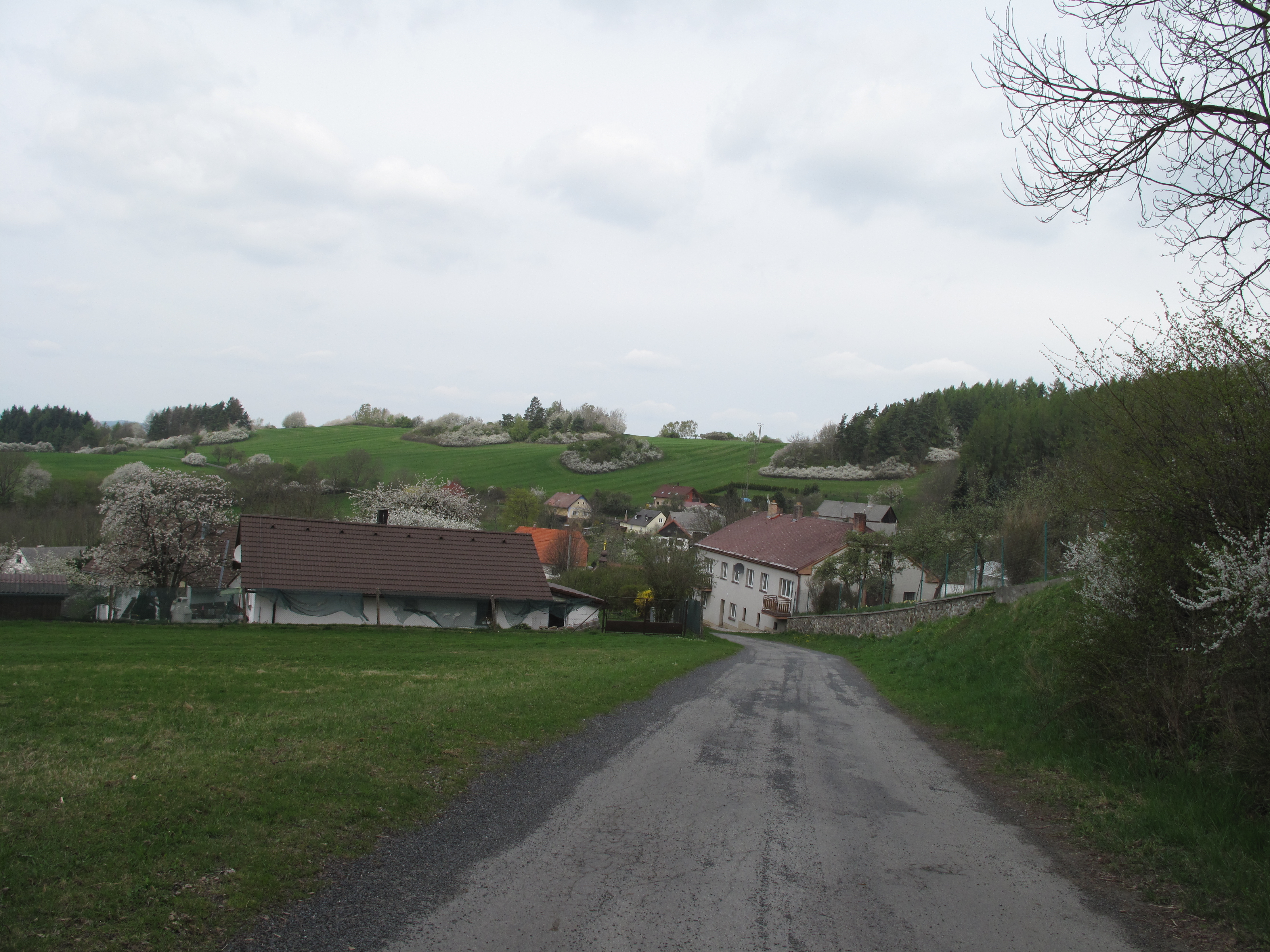
Silnice vedoucí k obci
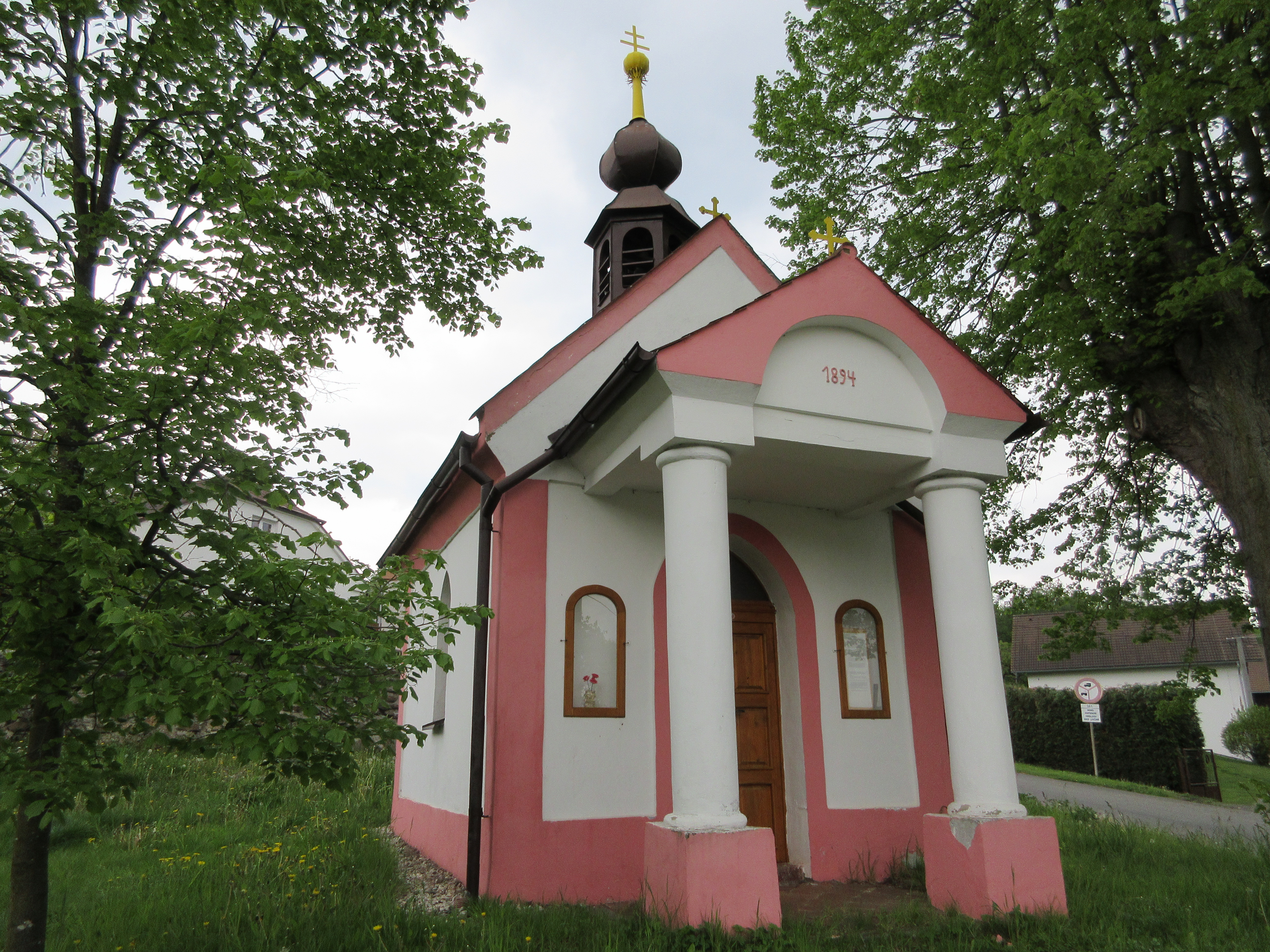
Kaple svatého Jana Nepomuckého